# Pol (langue)
Pour les articles homonymes, voir Pol.
Le pol (ou Congo pol, pomo, pori, pul) est une langue bantoïde méridionale parlée au Cameroun dans la région de l'Est, le département du Haut-Nyong, l'arrondissement de Dimako, à l'est de Doumé ; dans le département du  Lom-et-Djérem, à l'est de la ville de Bétaré-Oya, également de l'autre côté de la frontière, en République centrafricaine et en République du Congo.
En 2000 on dénombrait 37 000 locuteurs au Cameroun.